# Hlib Lonchyna
 (mai 2022).
La mise en forme du texte ne suit pas les recommandations de Wikipédia : il faut le « wikifier ».
Les points d'amélioration suivants sont les cas les plus fréquents. Le détail des points à revoir est peut-être précisé sur la page de discussion.
- Les titres sont pré-formatés par le logiciel. Ils ne sont ni en capitales, ni en gras.
- Le texte ne doit pas être écrit en capitales (les noms de famille non plus), ni en gras, ni en italique, ni en « petit »…
- Le gras n'est utilisé que pour surligner le titre de l'article dans l'introduction, une seule fois.
- L'italique est rarement utilisé : mots en langue étrangère, titres d'œuvres, noms de bateaux, etc.
- Les citations ne sont pas en italique mais en corps de texte normal. Elles sont entourées par des guillemets français : « et ».
- Les listes à puces sont à éviter, des paragraphes rédigés étant largement préférés. Les tableaux sont à réserver à la présentation de données structurées (résultats, etc.).
- Les appels de note de bas de page (petits chiffres en exposant, introduits par l'outil «  Source ») sont à placer entre la fin de phrase et le point final[comme ça].
- Les liens internes (vers d'autres articles de Wikipédia) sont à choisir avec parcimonie. Créez des liens vers des articles approfondissant le sujet. Les termes génériques sans rapport avec le sujet sont à éviter, ainsi que les répétitions de liens vers un même terme.
- Les liens externes sont à placer uniquement dans une section « Liens externes », à la fin de l'article. Ces liens sont à choisir avec parcimonie suivant les règles définies. Si un lien sert de source à l'article, son insertion dans le texte est à faire par les notes de bas de page.
- La présentation des références doit suivre les conventions bibliographiques. Il est recommandé d'utiliser les modèles {{Ouvrage}}, {{Chapitre}}, {{Article}}, {{Lien web}} et/ou {{Bibliographie}}. Le mode d'édition visuel peut mettre en forme automatiquement les références.
- Insérer une infobox (cadre d'informations à droite) n'est pas obligatoire pour parachever la mise en page.

Pour une aide détaillée, merci de consulter Aide:Wikification.
Si vous pensez que ces points ont été résolus, vous pouvez retirer ce bandeau et améliorer la mise en forme d'un autre article.
 (mai 2022).
Si vous disposez d'ouvrages ou d'articles de référence ou si vous connaissez des sites web de qualité traitant du thème abordé ici, merci de compléter l'article en donnant les références utiles à sa vérifiabilité et en les liant à la section « Notes et références ».
Hlib Lonchyna (en ukrainien : Гліб Борис Святослав Лончи́на), né le 23 février 1954, est un évêque grec-catholique ukrainien.

## Biographie
Hlib Borys Sviatoslav Lonchyna naît de parents émigrés ukrainiens à Steubenville dans l'Ohio, au sein de l’éparchie de Saint Josaphat pour les Ukrainiens, à Parma.
Hlib Lonchyna étudie à l'université pontificale urbanienne de Rome, où il obtient une licence en théologie biblique en 1979, ainsi qu'à l'Institut pontifical oriental, qui lui vaut un diplôme en théologie liturgique orientale en 2001.
En 1975, il entre au monastère des Studites ukrainiens à Grottaferrata en Italie, et prononce ses vœux solennels le 19 décembre 1976. Ordonné prêtre le 3 juillet 1977 par le patriarche Josyf Cardinal Slipyj, il sert comme curé de la paroisse Saint Nicolas de Passaic, New Jersey (États-Unis) 1983-1985, 1990-1992, puis devient préfet des étudiants du collège gréco-catholique ukrainien Sainte-Sophie de Rome, 1985-1990.
Après son arrivée en Ukraine en 1994, il est directeur spirituel au grand séminaire de Lviv. Dans le même temps, il enseigne à l'Académie théologique de Lviv. Il collabore également comme attaché à la nonciature apostolique (en) à Kiev, 2000-2002.
Le 11 janvier 2002, il est nommé évêque titulaire de Bareta (de) et évêque auxiliaire de Lviv pour les catholiques ukrainiens, et consacré par le cardinal Lubomyr Husar le 27 février avec comme co-consécrateurs Stefan Soroka (en) et Julian Voronovsky (en).
Le 14 janvier 2003, il est nommé visiteur apostolique pour les catholiques ukrainiens d’Italie et procureur de l’Archevêque majeur à Rome.
Le 4 mars 2004, il devient également visiteur apostolique pour les Ukrainiens en Espagne et en Irlande.
En mai 2006, il retourne en Ukraine, où il est chargé de la Curie patriarcale, tout en maintenant son engagement comme visiteur apostolique en Italie, en Espagne et en Irlande.
Le 7 janvier 2009, il est remplacé en tant que visiteur apostolique en Italie et en Espagne. Le 2 juin 2009, il est nommé administrateur apostolique sede vacante de l’exarchat apostolique pour les catholiques ukrainiens de Grande-Bretagne. Il prend part à l’élection du nouvel archevêque majeur en 2011 après le départ à la retraite du Cardinal Husar.
Il est officiellement nommé exarque apostolique par le pape Benoît XVI le 14 juin 2011 et installé le 2 août 2011 par l’archevêque majeur Sviatoslav Chevtchouk. Avec l’élévation de l’exarchat apostolique de Grande-Bretagne à la dignité d’éparchie, le 18 janvier 2013, Hlib Lonchyna en devient son premier éparque.
Le 1er septembre 2019, le siège apostolique annonce que le pape a accepté la démission de Hlib Lonchyna de sa charge d’évêque de l’éparchie de la Sainte Famille de Londres.